# Festa de Sant Martirià

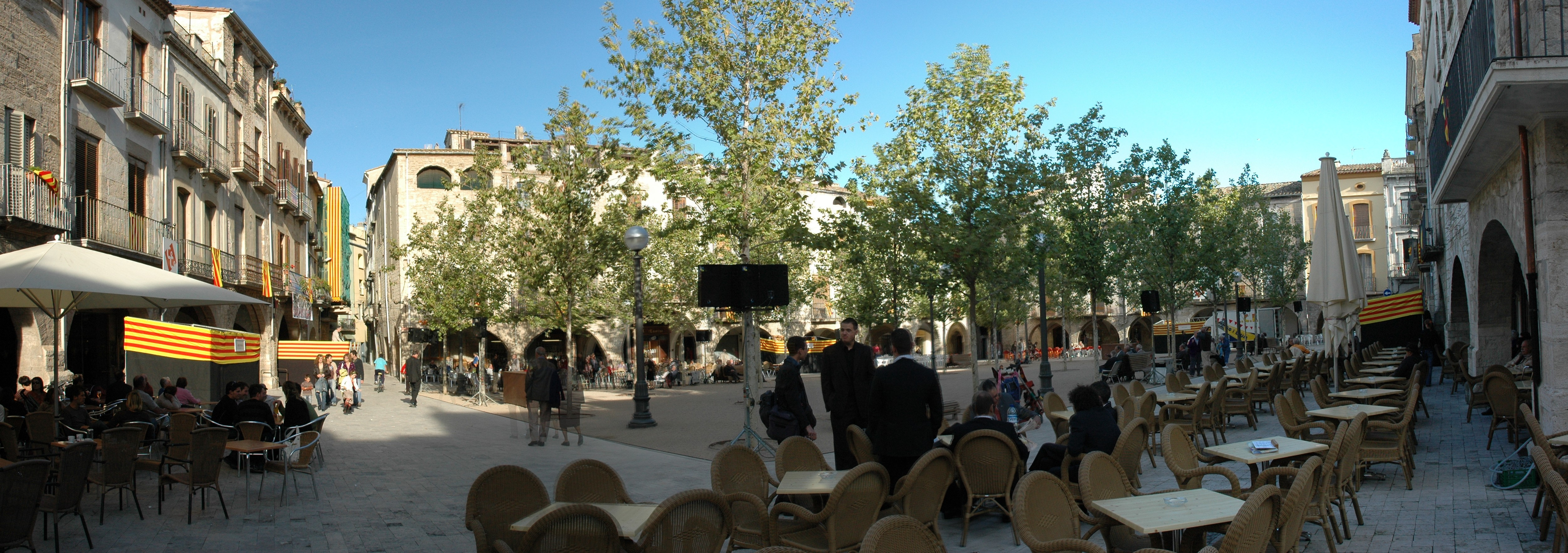
Festa del dissabte dia 20 d'octubre de 2007

La Festa de Sant Martirià és la segona cita anual de Banyoles amb la sardana després de l'Aplec de Banyoles del mes de juliol. Se celebren el cap de setmana anterior a la diada de sant Martirià, el 24 d'octubre.
Les ballades de sardanes formen la part més important de la Festa Major de Banyoles fins al punt que s'afirma que aquesta és la Festa Major de la Sardana a Catalunya. Consten de diverses activitats força ritualitzades: la Competència d'orquestres, la Competència de cobles, la Festa de la música per a cobla i el Concurs de colles sardanistes, organitzades per Foment de la Sardana de Banyoles.

## Pregoners
- 1973 - Esteban Bassols Montserrat, Comissari de Zona Costa Brava o Costa Dorada.
- 1974 - Enrique de la Mata Gorostizaga, secretari del Consejo del Reino i director de la Seguretat Social.
- 1975 - Ramon Pita da Veiga y Sanz, director Central de Asuntos Sociales Sindicales.
- 1976 - Joan Gich Bech de Careda, exdelegat nacional d'Educació Física i Esports.
- 1977 - Pere Verdaguer Juanola, escriptor.
- 1978 - Joan Alavedra Segurañas, escriptor.
- 1979 - Eusebi Isern Dalmau, poeta
- 1980 - Jaume Farriol Montserrat.
- 1981 - Homenatge a mossèn Constans
- 1982 - Homenatge a Pere Alsius i Torrent
- 1983 - Frederic Corominas Planellas (en representació del professorat de la desapareguda "Acadèmia Abad Bonito")
- 1984 - Ernest Lluch Martín, ministre de Sanitat i Consum.
- 1985 - Pere Brugada Terradellas, cardiòleg.
- 1986 - Josep Maria Ginès i Pous, president de la Cambra de Comerç, Indústria i Navegació de Girona.
- 1987 - Miquel Coll Alentorn, president del Parlament de Catalunya.
- 1988 - Enric Gratacós Massanella, químic.
- 1989 - Albert Bramon Planas, físic.
- 1990 - August Corominas Vilardell, metge.
- 1991 - Salvador Oliva Llinàs, escriptor.
- 1992 - Joan Vilardell Baqué, farmacèutic.
- 1993 - Joan Olivas Coll, actor i cinèfil banyolí.
- 1994 - Antoni Mercader Capellà, artista.
- 1995 - Josep Maria Massip i Gibert, naturalista.
- 1996 - Dolors Terradas Viñals, historiadora.
- 1997 - Xicu Cabanyes Collell, escultor.
- 1998 - Josep Navarro Santaeulàlia, escriptor.
- 1999 - Lluïsa Gironès Estrada, professora.
- 2000 - Jaume Boix Angelats, periodista.
- 2001 - Lluís Roura Juanola, pintor.
- 2002 - Jeroni Moner Codina, arquitecte.
- 2003 - Salvador Durán Coderch, pel Centre Excursionista de Banyoles
- 2004 - Xavier Gifra Darnés, alcalde de Porqueres.
- 2005 - Roser Juncà Llurba, bibliotecària.
- 2006 - Irene Tortós-Sala y Brugué, llibrera.
- 2007 - Jordi Gimferrer Garriga, crític d'art.
- 2008 - Josep Brugada Tarradellas, cardiòleg.
- 2009 - Joaquim Duran Ametller, en nom del Manípul de Manaies de Banyoles
- 2010 - Dolors Guix Feixas.
- 2011 - Joan Parnau Bosch.
- 2012 - Dolors Bramon Planas, filòloga catalana.
- 2013 - Rafael Cuenca Juncà.
- 2014 - Gemma Rigau Oliver, filòloga catalana.
- 2015 - Jordi Xena Ballada.
- 2016 - Josep Lloveras Vives, traumatòleg.
- 2017 - Anna Hospital Ribas, metgessa.
- 2018 - Joan Solana Figueras, escriptor.[4]
- 2019 - Colla de Gegants i Capgrossos de Banyoles.
- 2020 - Festa suspesa per la Covid-19.
- 2021 - Família Alsius.
- 2022 - Albert Serra, director i productor de cinema català.
- 2023 - Cor de Teatre.

## Galeria de cobles

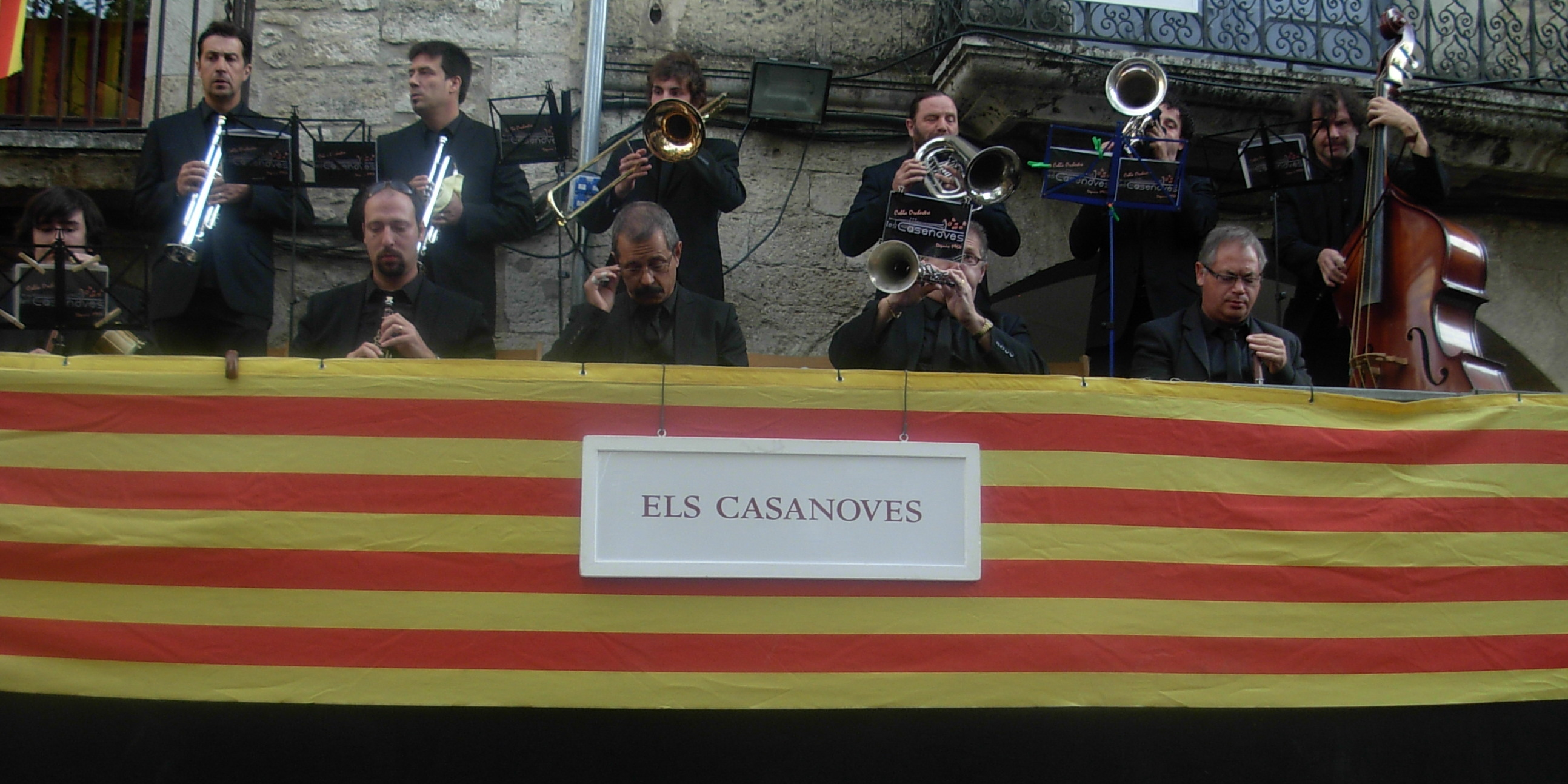
Cobla Els Casanoves
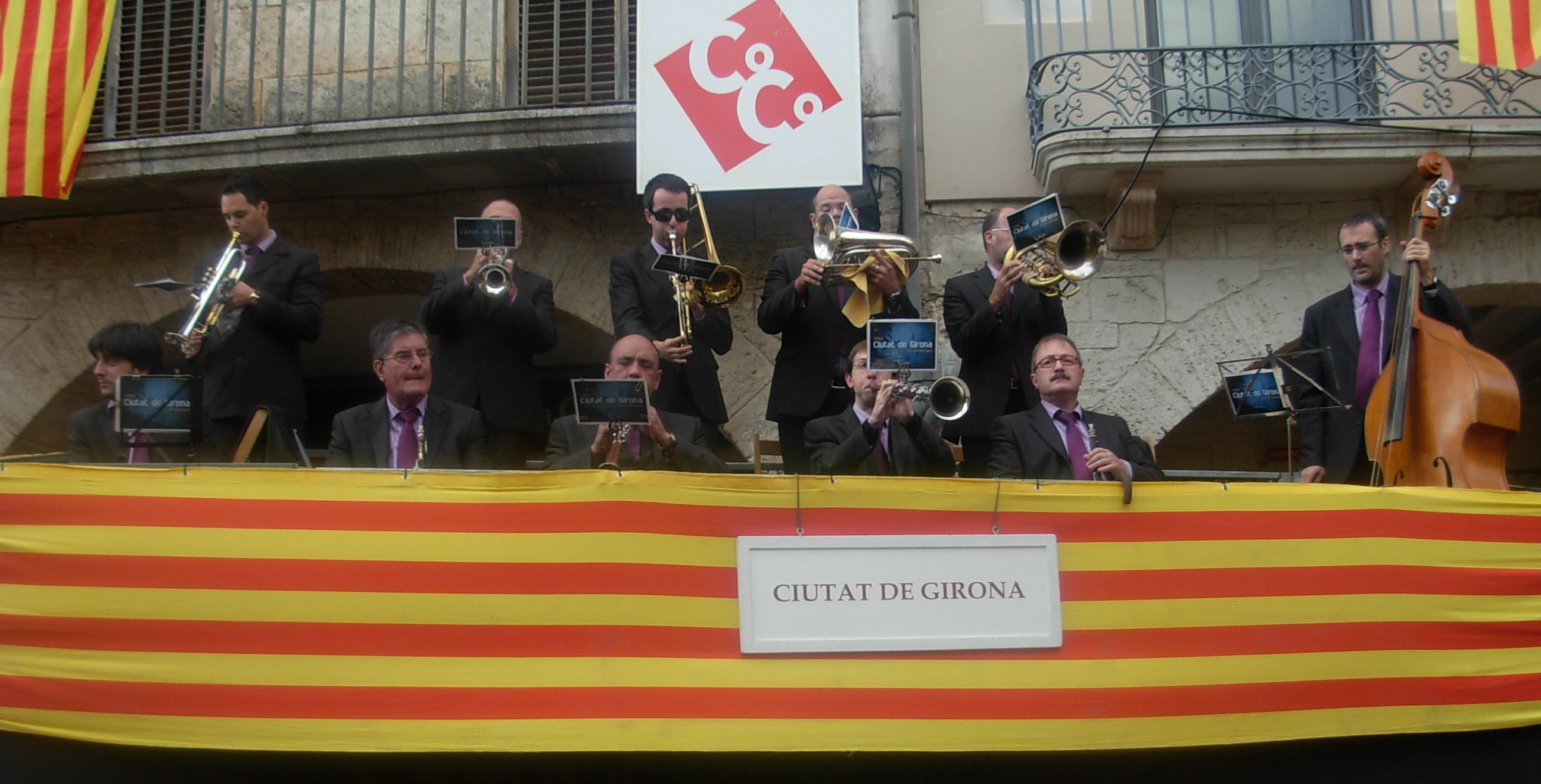
Cobla Ciutat de Girona
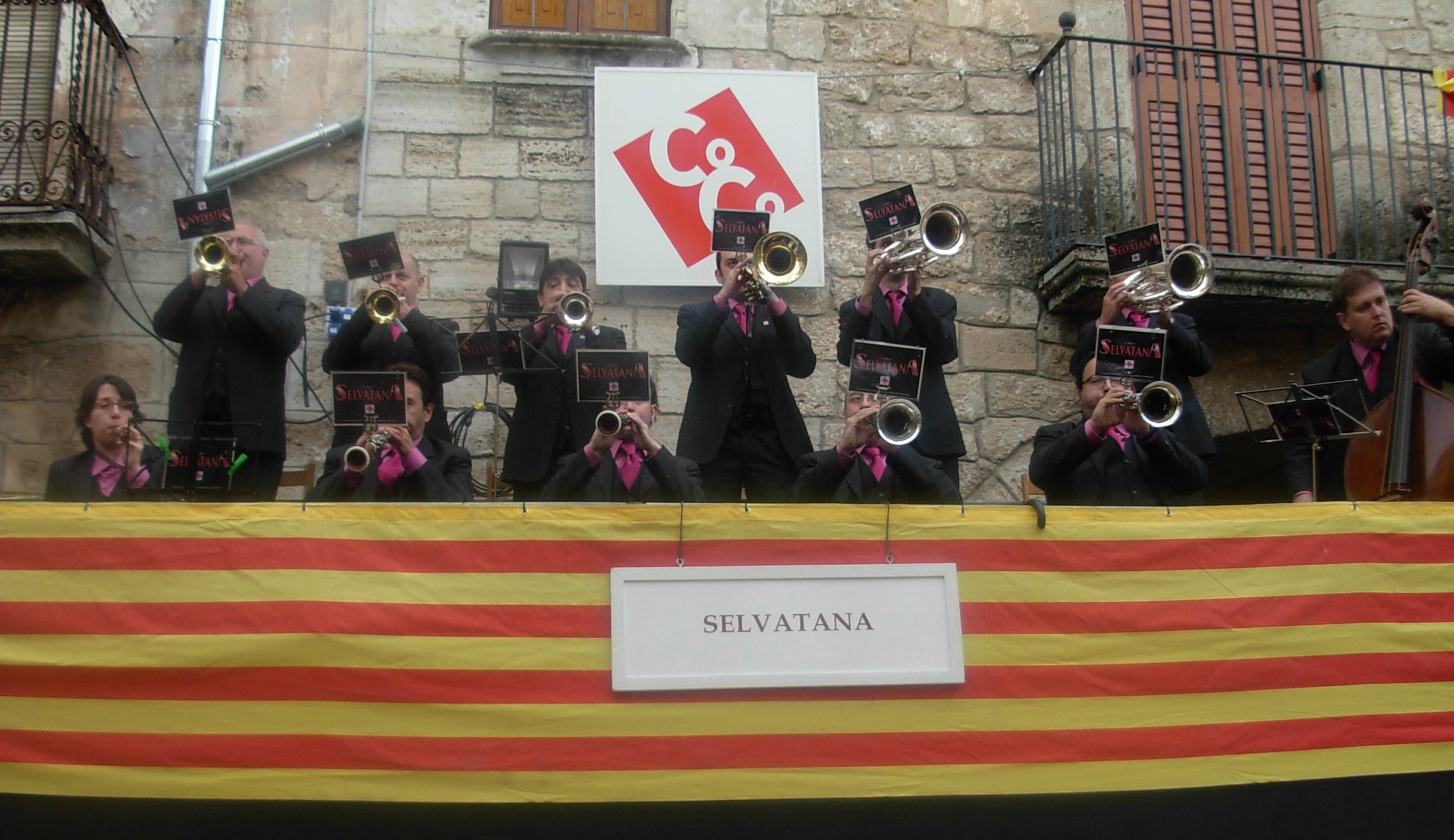
Cobla Selvatana
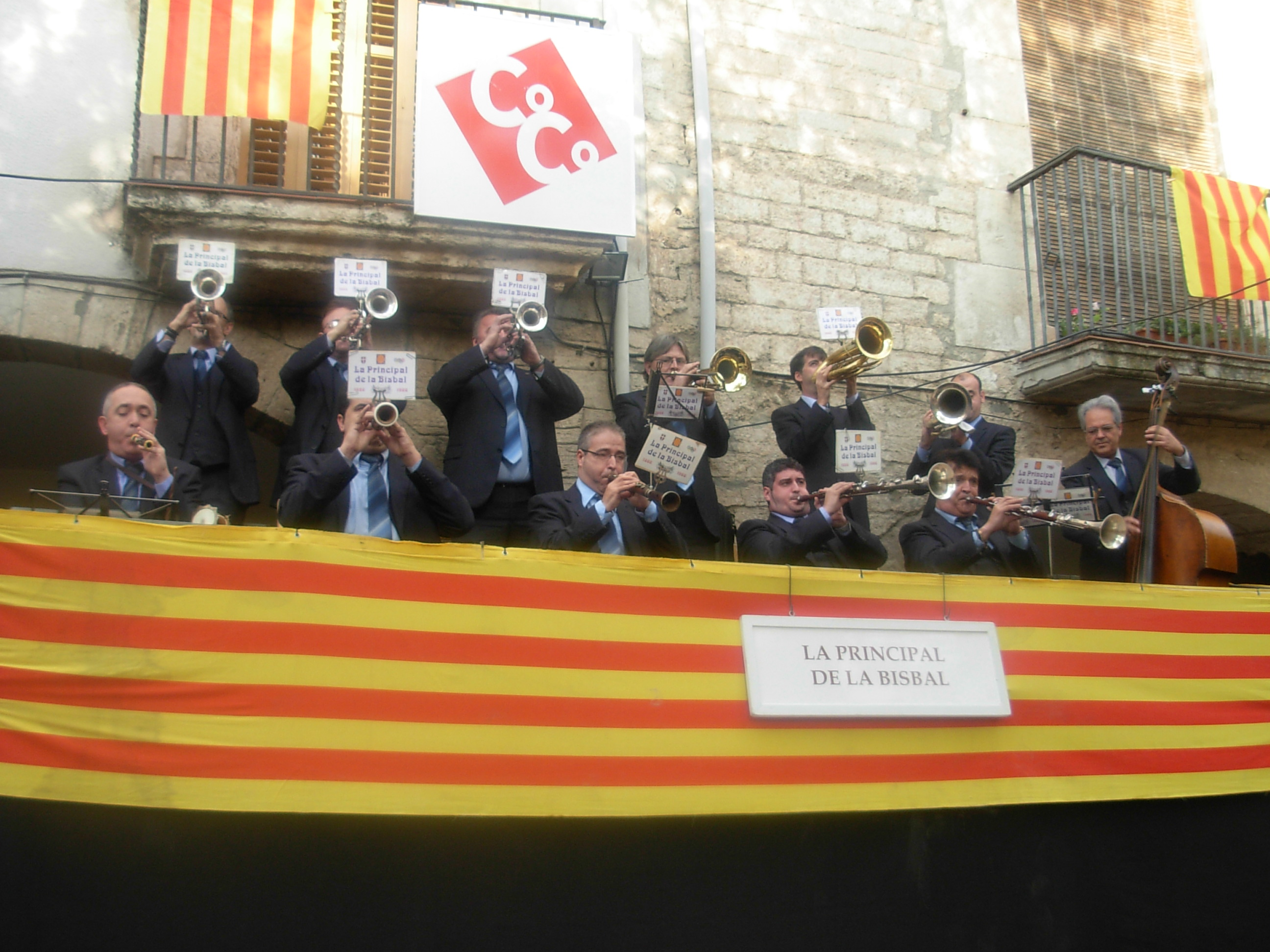
Cobla la Principal de la Bisbal
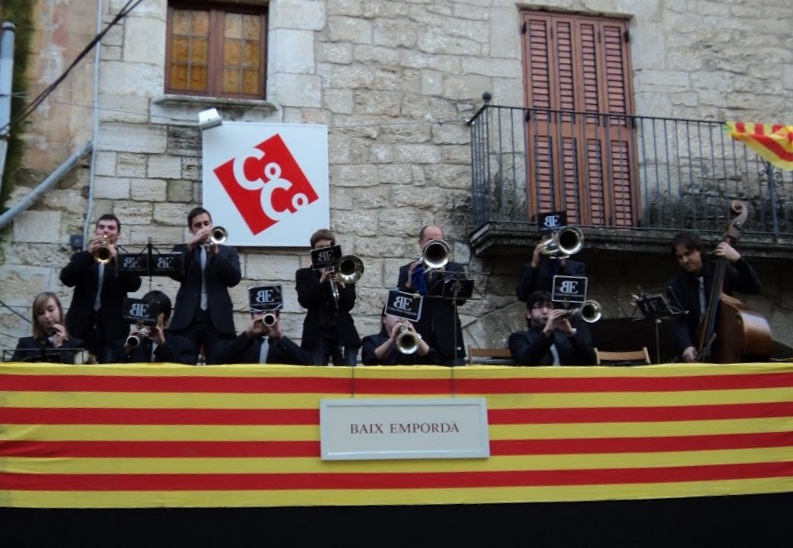
Cobla Baix Empordà